# Cacoplistes indicus
Cacoplistes indicus är en insektsart som beskrevs av Lucien Chopard 1935. Cacoplistes indicus ingår i släktet Cacoplistes och familjen syrsor. Inga underarter finns listade i Catalogue of Life.